# Siris
Siris é uma comuna italiana da região da Sardenha, província de Oristano, com cerca de 249 habitantes. Estende-se por uma área de 6 km², tendo uma densidade populacional de 42 hab/km². Faz fronteira com Masullas, Morgongiori, Pompu.